# Président de la République italienne
Ne doit pas être confondu avec Président du Conseil des ministres (Italie).
Le président de la République italienne (en italien : Presidente della Repubblica Italiana) est le chef d'État de l'Italie ; ses compétences institutionnelles sont toutes régies par le titre II de la deuxième partie de la Constitution de 1948.
S'il assume une charge essentiellement honorifique qui ne lui confère a priori que des pouvoirs limités et soumis à de strictes contreparties, il est le garant de l'unité nationale et doit veiller au respect des lois et de la Constitution. En outre, sa qualité de « pouvoir neutre » placé au-dessus des partis de l'échiquier politique lui accorde un rôle parfois déterminant, d'autant qu'il est le seul dirigeant dont la Constitution détermine avec précision la durée du mandat. Il peut être appelé, par conséquent, à intervenir pour dénouer de graves crises institutionnelles, bien que ce cas soit exceptionnel.
Parmi ses prérogatives, le président de la République peut nommer les membres du gouvernement, dissoudre les chambres du Parlement et désigner jusqu'à cinq sénateurs à vie. En outre, il préside de jure le Conseil de la magistrature et jouit du droit de grâce.
Le président est élu pour un mandat de sept ans par les membres du Parlement – la Chambre des députés et le Sénat de la République – et cinquante-huit délégués régionaux réunis en session conjointe. La Constitution n'interdit pas explicitement sa réélection, mais aucun président n'a jamais sollicité un second mandat. Seuls les cas de Giorgio Napolitano (en 2013) et de Sergio Mattarella (en 2022) font exception, puisqu'ils ont accepté d'être reconduit dans leur fonction pour mettre un terme à ce que certains observateurs, ont qualifié de grave crise politique. 
Il dispose, dans l'exercice de ses fonctions, de trois résidences officielles, dont la principale, le palais du Quirinal, situé à Rome, est le siège officiel de l'institution présidentielle. La villa Rosebery à Naples et la résidence présidentielle de Castelporziano sont deux résidences de villégiatures mises à sa disposition.
L'actuel président de la République italienne est, depuis le 3 février 2015, l'indépendant Sergio Mattarella, précédemment ministre et juge à la Cour constitutionnelle.

## Élection présidentielle

### Indépendance de la fonction
Le président de la République étant le garant des institutions, il se doit d'être indépendant de tout autre organe, parti politique ou association. Par tradition, après son élection, le président ne renouvelle pas son adhésion à quelque formation politique que ce soit, dans le souci de préserver l'indépendance de la fonction présidentielle sans laquelle celle-ci ne pourrait œuvrer sans faire l'objet de controverse. S'il siégeait avant son élection à la Cour constitutionnelle, au Parlement, au gouvernement ou au sein de toute autre institution d'État, il doit se démettre de ces fonctions avant qu'il ne soit amené à prêter serment.
Plusieurs présidents, comme Giuseppe Saragat, Sandro Pertini, Oscar Luigi Scalfaro et Giorgio Napolitano, ont compté parmi les cadres les plus éminents de leurs formations politiques respectives mais leur élection à la présidence de la République les contraignit à se soustraire de toute fonction partisane afin qu'ils puissent présider aux destinées du pays sans souci des intérêts de parti. À l'inverse, Carlo Azeglio Ciampi et Sergio Mattarella – après son élection comme juge constitutionnel en 2011 – ont été élus sans répondre d'une adhésion à un parti au moment de leur accession à la magistrature suprême de l'État italien.

### Modalités du scrutin

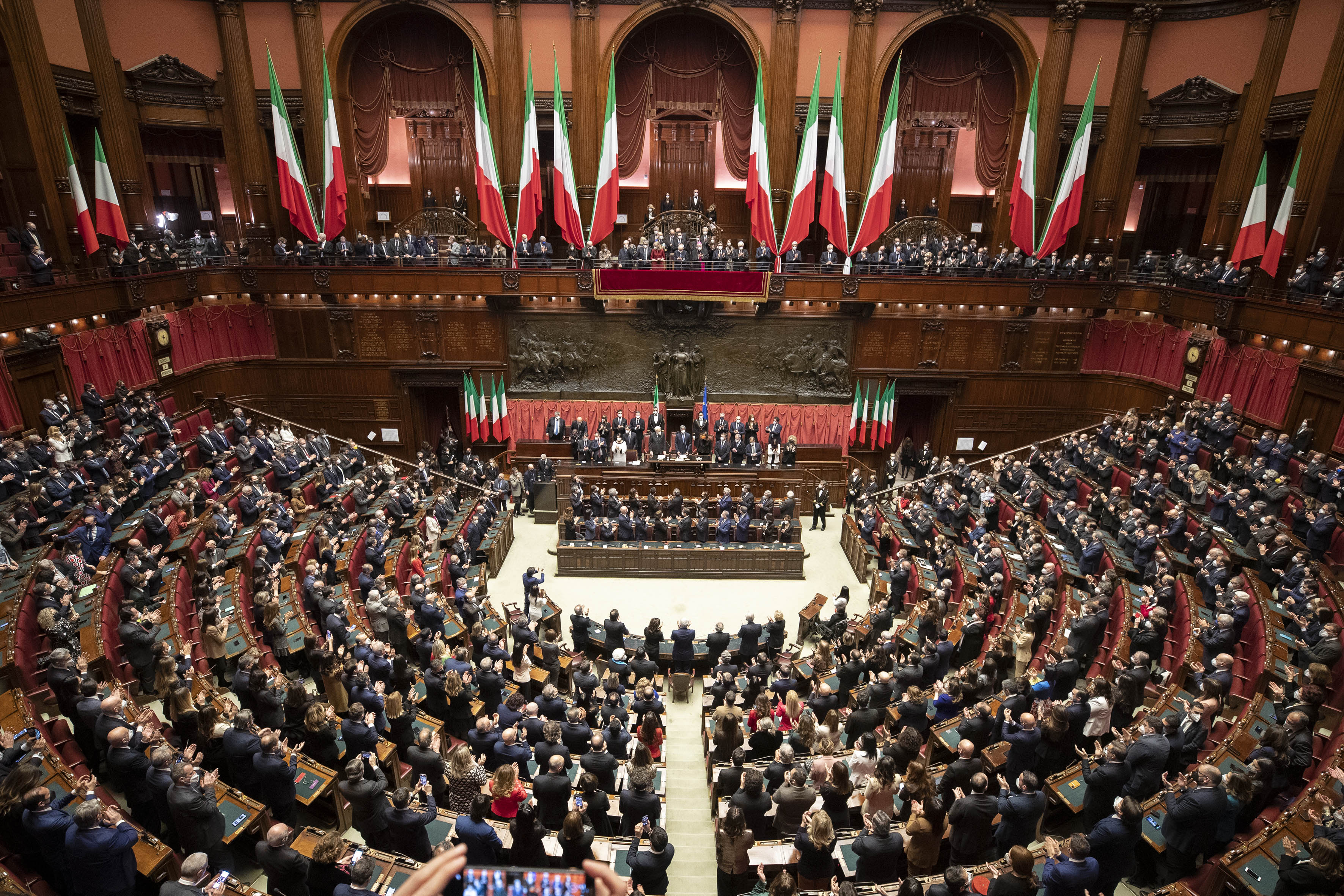
L'hémicycle du palais Montecitorio, où se réunissent les grands électeurs.

En accord avec l'article 83 de la Constitution de 1948, le président de la République italienne est élu pour un mandat de sept ans au suffrage indirect et secret par un collège électoral composé des membres des deux chambres du Parlement, auxquels s'ajoutent des délégués régionaux en provenance des vingt régions d'Italie. Ces derniers sont choisis par les conseils régionaux à raison de trois délégués par région, à l'exception de celle du Val d'Aoste qui n'en dispose que d'un. Une pratique informelle amène ces trois sièges de délégués à être le plus souvent répartis entre le président de la région, un membre de sa majorité et un membre de l'opposition.
Lors des trois premiers tours, est élu le candidat réunissant la majorité des deux-tiers du total des membres du collège électoral. À partir du quatrième tour de scrutin, la majorité absolue suffit. Si deux présidents – Francesco Cossiga et Carlo Azeglio Ciampi – ont été élus à l'issue d'un seul tour, il en aura fallu plus d'un pour élire neuf des dix autres présidents, dont vingt-trois pour l'élection de Giovanni Leone en 1971, et seize pour celle d'Oscar Luigi Scalfaro en 1992.
Le collège électoral est présidé par le président de la Chambre des députés, au côté duquel siège, comme suppléant, le président du Sénat. Tous deux participent au dépouillement à l'issue de chaque tour de scrutin, mais c'est au seul président de la Chambre des députés qu'il revient de présider les séances et de proclamer le vainqueur élu président de la République.
Tout candidat à la présidence de la République doit répondre aux exigences prescrites par l'article 84 de la Constitution : détenir la nationalité italienne, avoir au moins cinquante ans révolus le jour de l'élection, et jouir de ses droits civiques et politiques.
Le président de la République italienne est élu pour un mandat de sept ans, renouvelable sans limitation du nombre de mandat. En pratique, les présidents n'effectuent traditionnellement qu'un seul mandat, à l'exception de Giorgio Napolitano qui fut réélu en 2013 dans le contexte d'une incapacité du collège électoral à s'accorder sur son successeur, et dont la réélection donna lieu à des manifestations d'opposition. Considérant ce nouveau mandat comme transitoire, il démissionne cependant deux ans plus tard,. Le septennat présidentiel est par ailleurs prolongeable jusqu'à la prochaine législature du parlement s'il ne reste que trois mois avant la fin de la législature en cours, ou si celle ci est déjà terminée et qu'une nouvelle ne l'a pas encore remplacée.

### Prestation de serment
Le président de la République élu doit prêter serment, au palais Montecitorio, devant la Chambre des députés, le Sénat de la République et les délégués régionaux réunis en session conjointe. L'élu doit prononcer la déclaration suivante :

« Giuro di essere fedele alla Repubblica e di osservarne lealmente la Costituzione »

« Je jure d'être fidèle à la République et d'en observer loyalement la Constitution »

## Pouvoirs et compétences
Comme dans tout régime parlementaire, le président de la République, chef de l'État, assume un rôle essentiellement honorifique. Élu pour un mandat de sept ans, il ne conduit pas les affaires de la Nation, celles-ci étant à la charge du gouvernement, mais peut influencer le cabinet, le Parlement ou tout autre composante de la classe politique quant à tout sujet d'ordre politique, institutionnel ou social. Le président de la République italienne assume par conséquent un rôle essentiellement honorifique, tout en étant considéré par la Constitution italienne comme le garant des institutions et de l'unité nationale. Le président italien joue ainsi un rôle de premier plan à l'issue des élections législatives où lors des crises politiques, le chef de l’État — qui procède aux consultations des partis et nomme le candidat au poste de Président du Conseil des ministres — ayant alors la main sur le processus des négociations en vue de la formation des gouvernements de coalition. Si le président du conseil doit en dernier lieu obtenir le vote de confiance des deux chambres du parlement envers son gouvernement, le président de la république dispose ainsi au préalable d'un droit de véto sur la proposition de gouvernement qui lui est faite,,.
L'article 87 de la Constitution de la République italienne présente et définit les prérogatives et compétences du président de la République.

### Garant de l'unité nationale
Chef de l'État, le président de la République est considéré comme étant le garant des institutions comme de l'unité nationale. C'est à lui qu'il revient d'apaiser les tensions politiques et d'arbitrer tout conflit, tout en respectant à la lettre la Constitution qu'il a pour devoir de faire respecter.

### Formation du gouvernement
C'est au président de la République qu'il revient de nommer le gouvernement. Il doit, cependant, respecter un long procédé qui le contraint à consulter les présidents des Chambres parlementaires, les chefs des groupes parlementaires et figures politiques et institutionnelles. À l'issue de ces consultations, le chef de l'État charge une personnalité de la formation du gouvernement. Dans des cas vraisemblablement plus compliqués, il peut cependant confier à toute personne la recherche d'une majorité pouvant soutenir un gouvernement nommé, sans que cette personne ne soit forcément conviée, par la suite, à former le cabinet.
Le chef du  gouvernement désigné doit, après avoir mené ses propres consultations, présenter la liste des ministres nommés au président de la République ; ce dernier doit l'approuver, mais il peut émettre des réserves quant à la nomination d'un ministre qu'il ne juge pas fondée. 

### Promulgation des lois et nominations
Le président de la République, pour qu'une loi soit applicable, doit la promulguer, après l'approbation de celle-ci par la Chambre des députés et le Sénat. Or, les ministres responsables du projet de loi doivent contresigner le décret, sans quoi celui-ci ne serait pas publié au Journal officiel. Il peut, par ailleurs, refuser de promulguer, en l'état, une loi qu'il juge inconstitutionnelle ou devant être étudiée de nouveau par le Parlement. Dans ce cas, c'est contraint que le gouvernement doit, de nouveau, soumettre à l'étude des Chambres du Parlement, son projet de loi.
De même, il revient au président de la République de nommer les hauts fonctionnaires de l'État, après avoir consulté les ministres responsables.
Le président italien peut nommer jusqu'à cinq Sénateurs à vie au Sénat de la République. En doctrine, s'est posée la question de savoir si la limite de cinq sénateurs à vie fixée par l'article 59 alinéa 2 de la Constitution italienne devait s'entendre comme une limite maximum de nominations à disposition de chaque président de la République ou bien d'une limite maximum des sénateurs à vie présents simultanément au Sénat. Le référendum constitutionnel de 2020 a réglé cet état de fait en imposant un maximum de cinq sénateurs à vie qui siègent en même temps, hors les anciens présidents de la République.

### Commandement des Forces armées
Commandant des Forces armées, le président de la République a le droit de convoquer, lorsqu'il le juge nécessaire, le Conseil suprême de Défense ; celui-ci, composé du président de la République, du président du Conseil des ministres, des ministres de la Défense, des Finances et des Affaires étrangères, et de l'État-major, a pour lieu de réunion le palais du Quirinal. Seul le chef de l'État peut prétendre avoir le droit de le présider.

### Présidence du Conseil supérieur de la magistrature et droit de grâce
Le président de la République préside, ex officio, le Conseil supérieur de la magistrature. Cela dit, les présidents de la République ont rarement siégé, préférant déléguer la tache au vice-président du Conseil supérieur.
De même, seul le chef de l'État peut prétendre pouvoir gracier un condamné, sur la demande de celui-ci. Il est cependant de coutume pour le président de la République, de consulter le ministre de la Justice avant de prendre une décision de cette importance.

## Statut présidentiel

### L'irresponsabilité politique
Le président de la République est irresponsable politiquement, et ne peut être contraint à la démission par aucun mécanisme.
Dans le cas d'une haute trahison ou d'atteinte à la constitution italienne, il peut être mis en accusation par le Parlement réuni en séance conjointe, à la majorité absolue de ses membres. Il est ensuite jugé par un collège de citoyens et la Cour constitutionnelle.
Pour le cas de son inviolabilité judiciaire, au niveau pénal, la doctrine divise les juristes ; au niveau civil, le président peut être jugé selon la Cour de cassation.

### Les résidences présidentielles
Le président de la République italienne a, pour résidence officielle, le palais du Quirinal, une ancienne résidence papale, puis royale située à Rome, la capitale. Il dispose également de la villa Rosebery, à Naples, et du domaine (Tenuta Presidenziale) de la résidence présidentielle de Castelporziano, qui font office de résidences de villégiature.

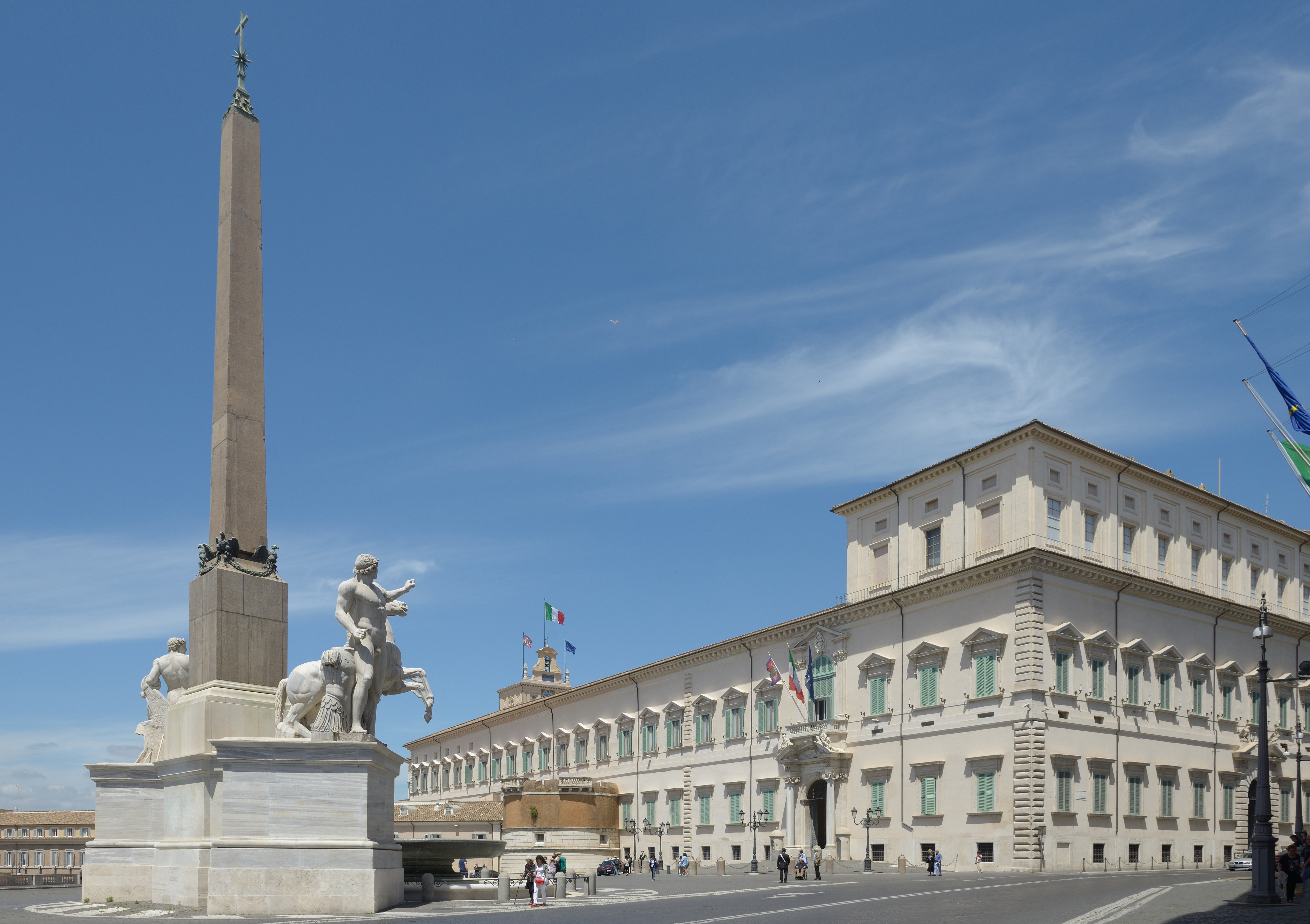
Le palais du Quirinal, à Rome
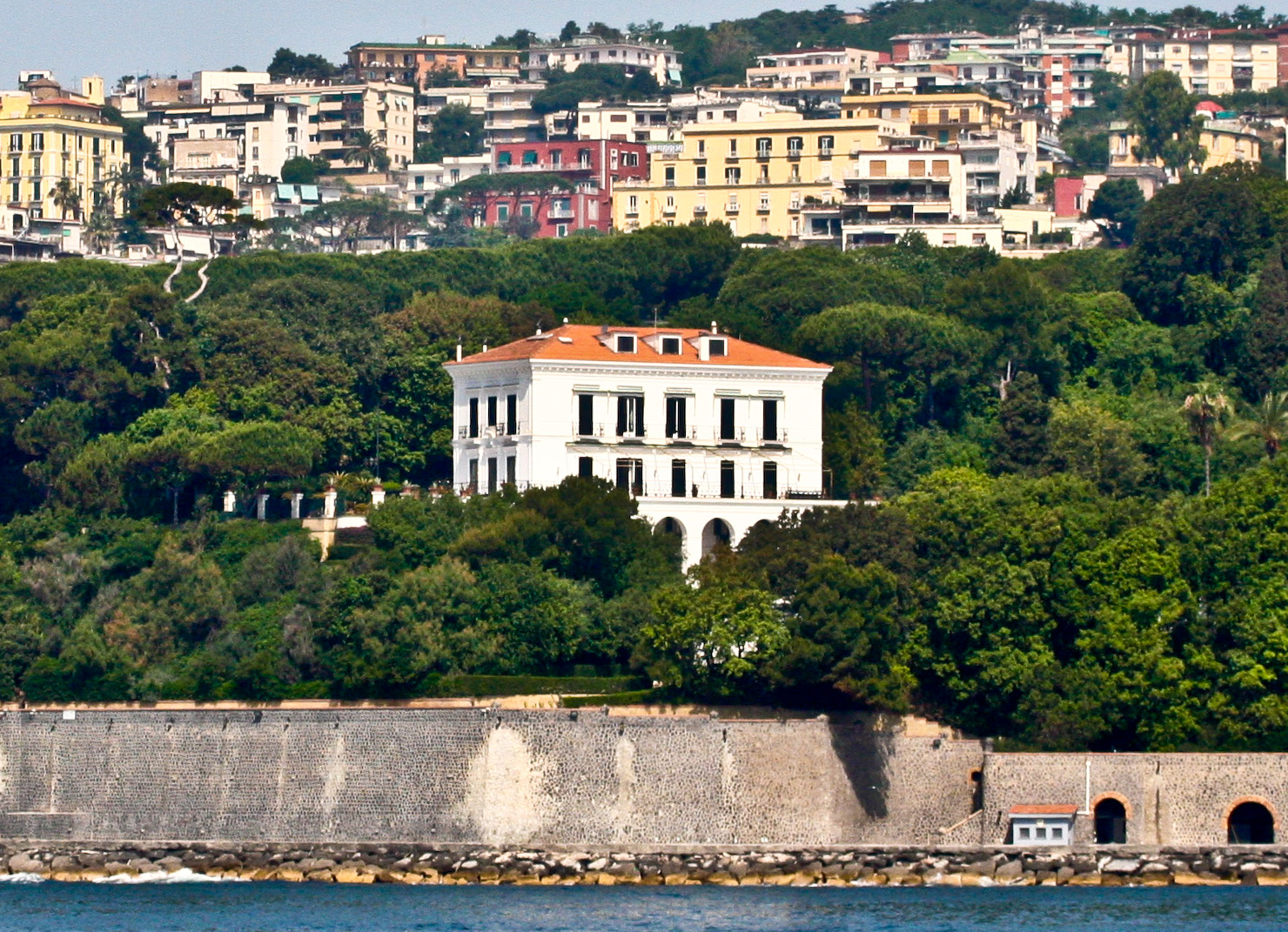
La villa Rosebery, à Naples
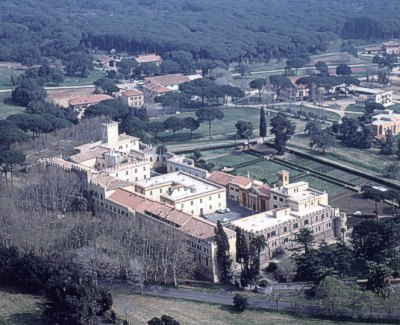
La résidence présidentielle de Castelporziano, à Castel Porziano

### Revenus et services
En 2007, le salaire perçu par le président de la République italienne est de 210 000 euros par an.
D'autre part, il dispose d'un secrétariat général, lequel est chargé de la gestion des affaires constitutionnelles, juridiques et immobilières liées à la présidence de la République. De 2006 à 2015, ce travail est assumé par le conseiller d'État Donato Marra. Depuis 2015, la fonction est assurée par Ugo Zampetti (it).

## Suppléance de la présidence de la République
Le mandat du président de la République italienne prend fin lors de la prestation de serment de son successeur élu, ou sept ans jour pour jour après sa propre prestation de serment.
Dans le cas d'une incapacité de l'exercice de la charge présidentielle, tels un décès ou une démission, le président du Sénat de la République est chargé d'assumer, par intérim, la fonction présidentielle jusqu'à l'investiture d'un président élu.

## Historique des présidents de la République italienne
La liste des présidents de la République italienne fait suite à celle des monarques italiens.
Il est à noter que Napoléon Bonaparte, Premier consul, avait été élu, le 26 janvier 1802, président de l'éphémère République italienne (1802-1805), pour un mandat initial de dix ans. Le 17 mars 1805, il proclama la monarchie et institua le royaume d'Italie (1805-1814). Cependant, le territoire de ces entités ne comprenait qu'une partie du territoire italien.

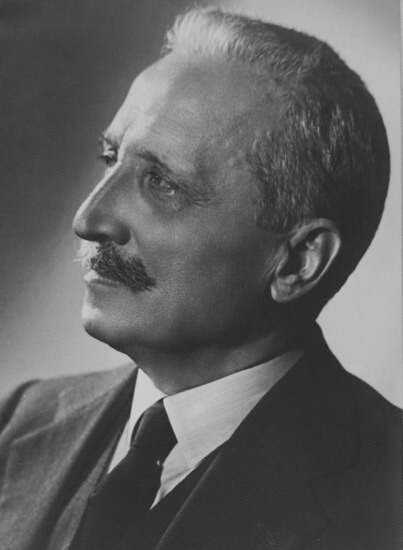
Enrico De Nicola (1946-1948)
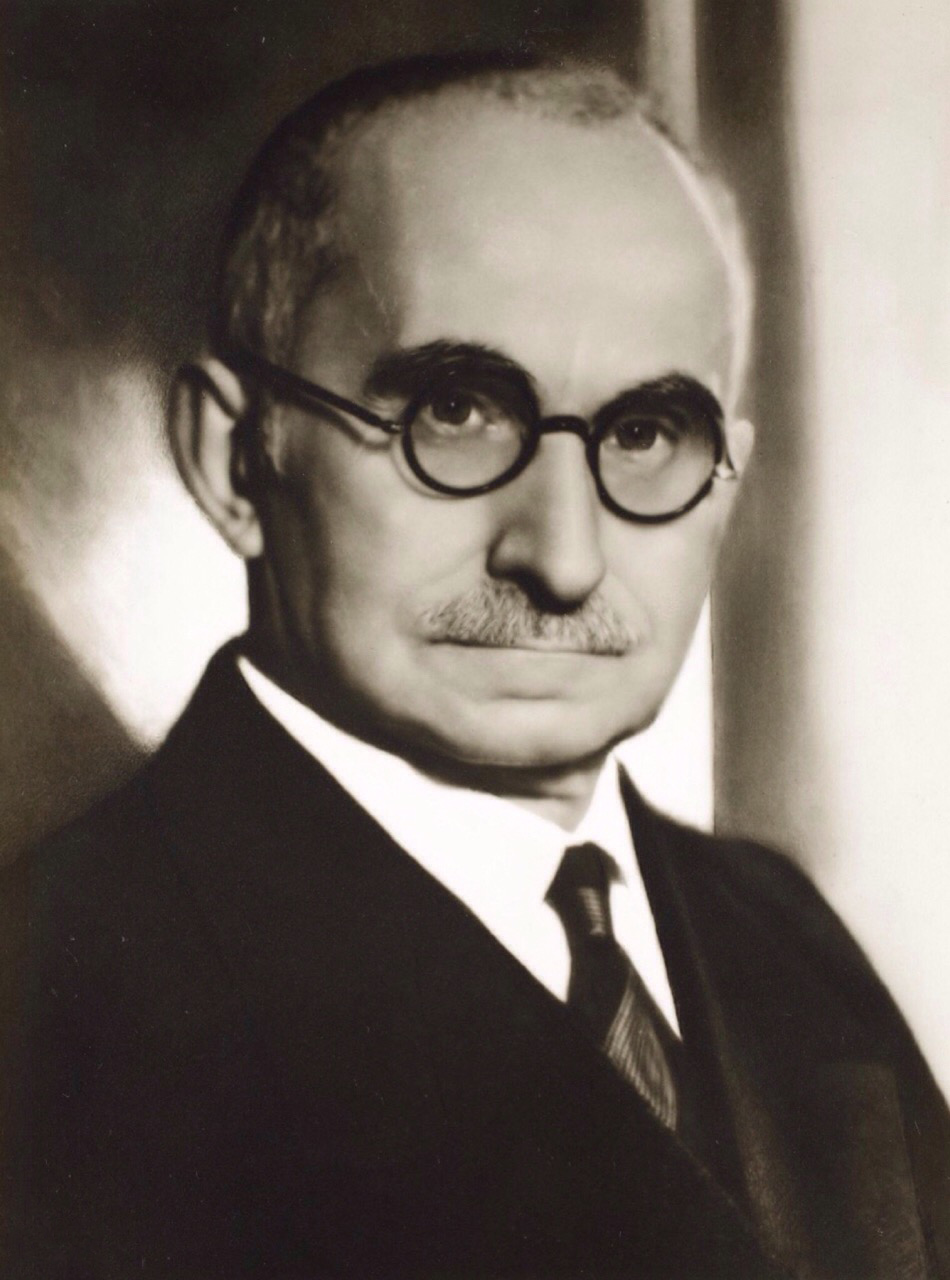
Luigi Einaudi (1948-1955)
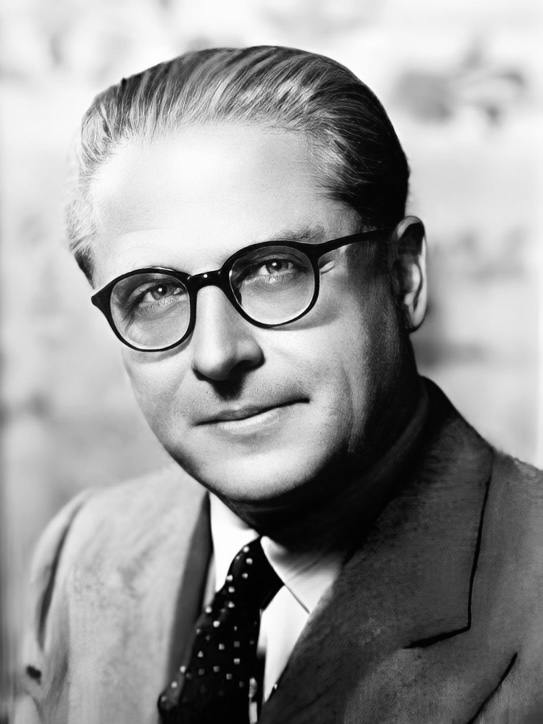
Giovanni Gronchi (1955-1962)
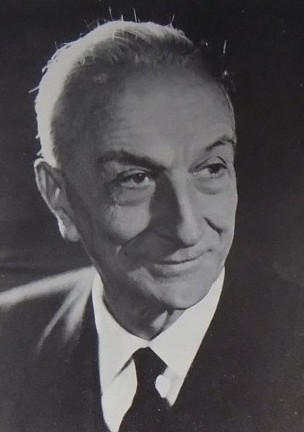
Antonio Segni (1962-1964)
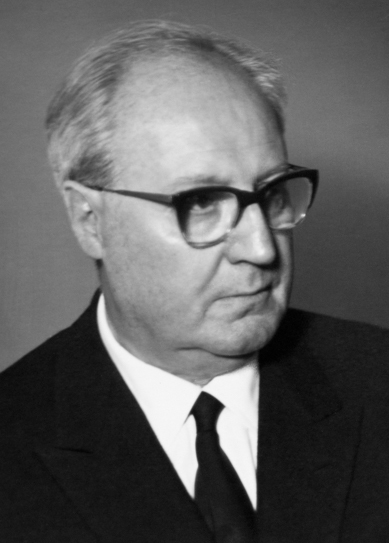
Giuseppe Saragat (1964-1971)
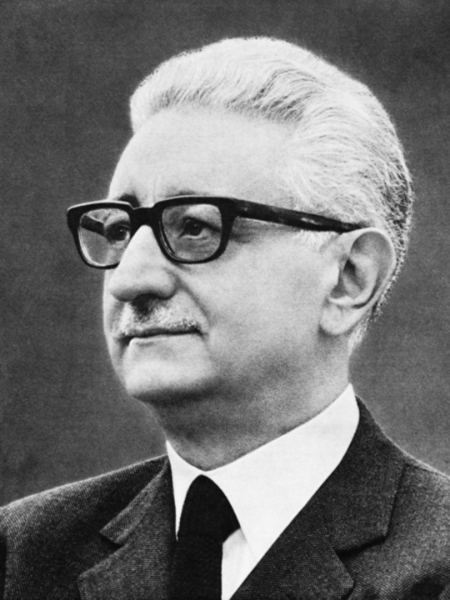
Giovanni Leone (1971-1978)
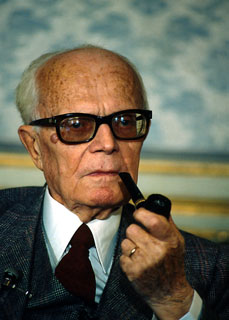
Sandro Pertini (1978-1985)
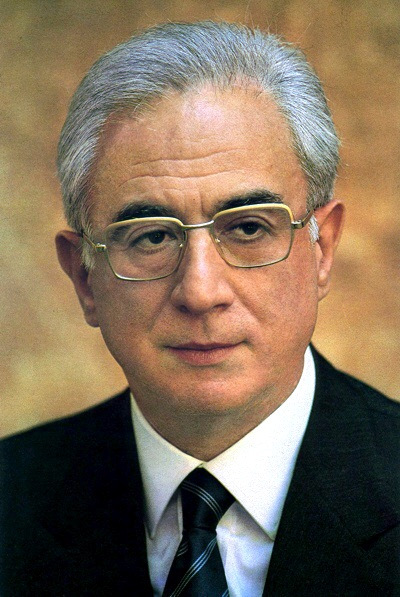
Francesco Cossiga (1985-1992)
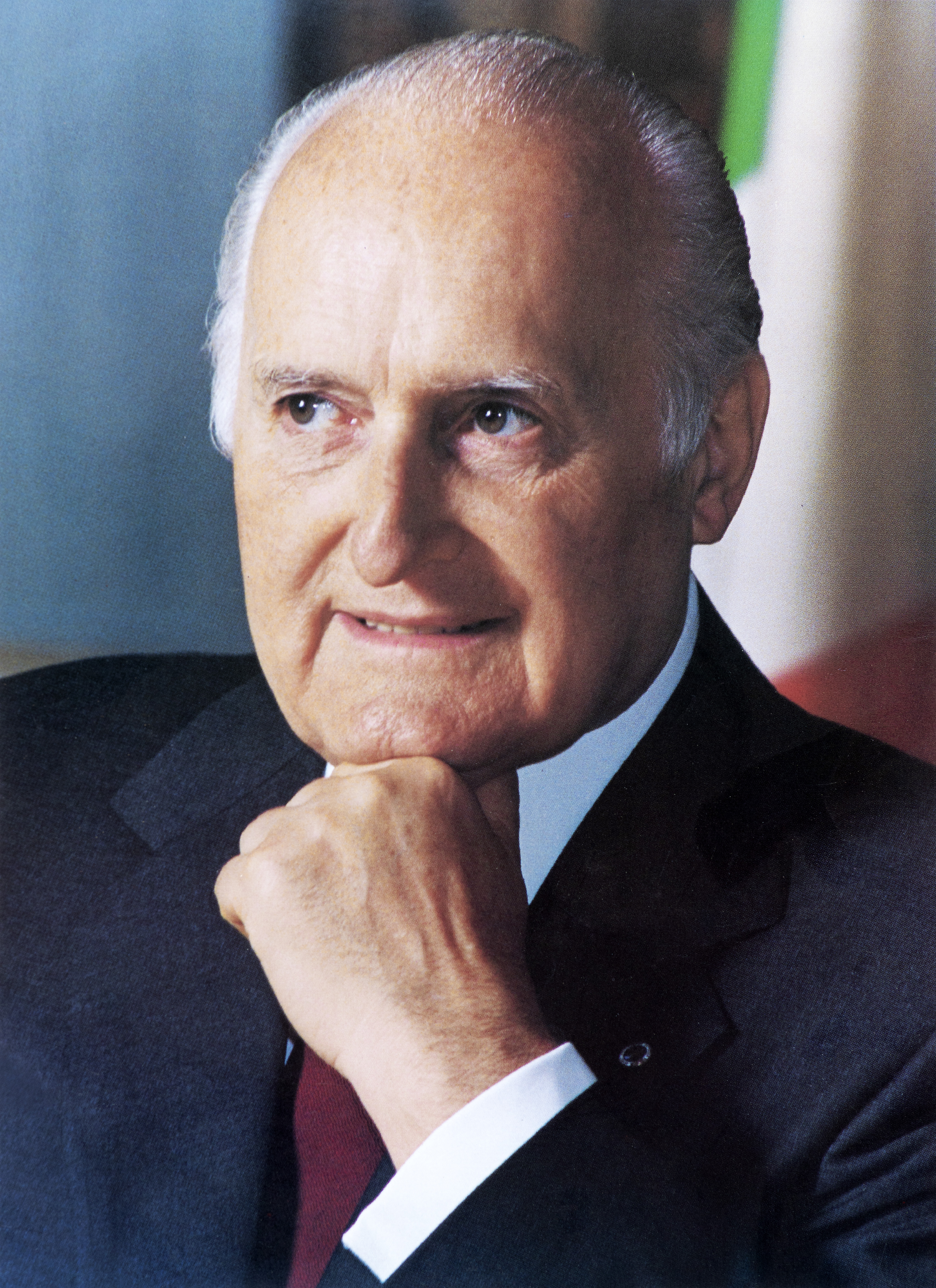
Oscar Luigi Scalfaro (1992-1999)
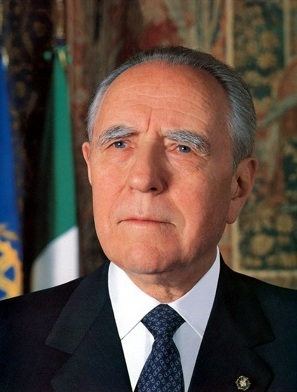
Carlo Azeglio Ciampi (1999-2006)
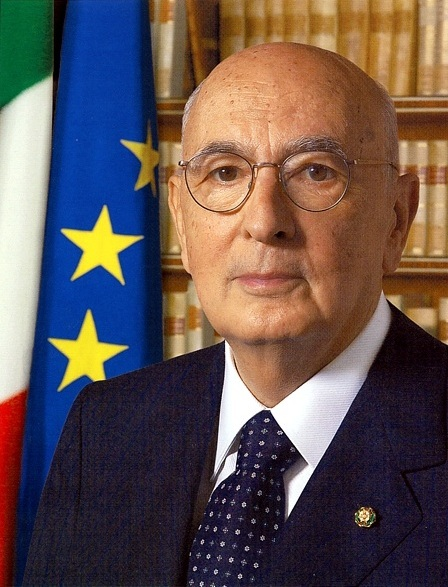
Giorgio Napolitano (2006-2015)
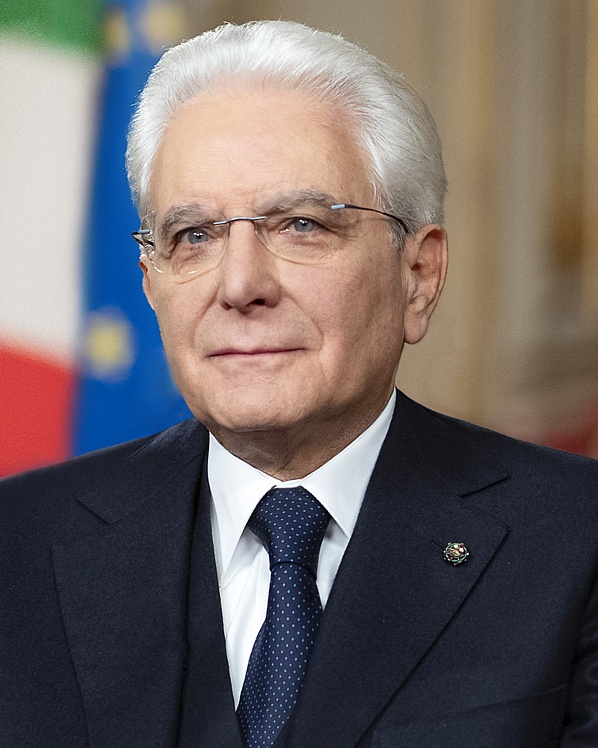
Sergio Mattarella (depuis 2015)